# Zurab Cereteli
Zurab Konstantinovič Cereteli (gruzínsky ზურაბ კონსტანტინეს ძე წერეთელი, rusky Зураб Константинович Церетели; 4. ledna 1934 Tbilisi – 22. dubna 2025) byl gruzínsko-ruský sochař, malíř a architekt. Proslavil se zejména monumentálními sochami jako je takřka stometrová socha Petra Velikého v Moskvě (1997), 110 metrů vysoké sousoší Zrození Nového světa (socha Kryštofa Kolumba) v Arecibu na Portoriku (2016), nebo památník To the Struggle Against World Terrorism (zvaný též Tear of Grief – Slza smutku) v New Jersey (2006), oficiální dar ruské vlády. Žil v Rusku a byl znám jako přívrženec Vladimira Putina, což vyvolalo nepřátelské reakce v jeho rodné Gruzii. Tam v roce 1985 vytvořil a zanechal ne zcela dokončený památník Kronika Gruzie.
Vystudoval na Státní akademii umění v Tbilisi, promoval v roce 1958. V roce 1964 podnikl první cestu do Francie. Zůstal v Paříži tři měsíce, během kterých navštívil Pabla Picassa i Marca Chagalla. Po návratu domů se stal hlavním architektem sovětských letovisek na pobřeží Černého moře, jako byly Picunda (1967) nebo Adler (1972). Rád zde kombinoval monumentální sochy, architekturu a trojrozměrné mozaikové kompozice. Po dokončení projektu v Picundě v roce 1967 byl jmenován zasloužilým umělcem Gruzie. V 70. letech pokračoval ve veřejných projektech v Tbilisi, Uljanovsku či na Jaltě. V tomto období také navrhl několik sovětských ambasád po světě, například v Brazílii, Portugalsku a Japonsku. V letech 1978–1979 vyučoval malování jako hostující profesor na State University of New York, na Brockportské koleji. Zanechal v New Yorku i dvě sochy (Prometheus a Radost a štěstí všem dětem světa). V roce 1980 byl hlavním designérem Letních olympijských her v Moskvě. V roce 1981 se stal profesorem na své alma mater, akademii umění v Tbilisi. V roce 1988 byla jeho sochařská kompozice Break the Wall of Distrust instalována na londýnské ulici Canon Street. V 90. letech pokračoval v práci na veřejných zakázkách pro Moskvu, z nichž mnohé patrně získal díky osobnímu přátelství se starostou Jurijem Lužkovem. Právě z tohoto období pochází socha Petra Velikého. Tvořil ovšem dále i ve světě, v roce 1995 byla v Seville odhalena socha Zrození nového člověka, připomínající objev Ameriky Evropany, o rok později v Marbelle socha Vítězství. V roce 1997 byl Cereteli zvolen prezidentem Ruské akademie umění (byl jím až do smrti). V roce 1999 založil Moskevské muzeum moderního umění, které se tak stalo prvním státním muzeem v zemi, které se věnuje výhradně modernímu a současnému umění. V roce 1998 měl svou první samostatnou výstavu v New Manege. Tato výstava pak v letech 2000–2010 putovala po světě, byla k vidění v Rusku, Gruzii, Lotyšsku, Bělorusku, Kazachstánu, Bulharsku, Itálii, Francii, Spojených státech, Austrálii, Číně a Japonsku. V roce 2007 se Cereteli stal velvyslancem dobré vůle UNESCO. Pozornost vzbudily i jeho sochy Zakladatelé Evropské unie (2012) v Lotrinsku nebo pomník papeže Jana Pavla II. (2014) vedle katedrály Notre-Dame v Paříži.
Zemřel na zástavu srdce v rodinném kruhu v Moskvě. Pohřben byl 26. dubna v Didubijském panteonu v Tbilisi, spočinul vedle družky Inessy Androniakašviliové.

## Galerie

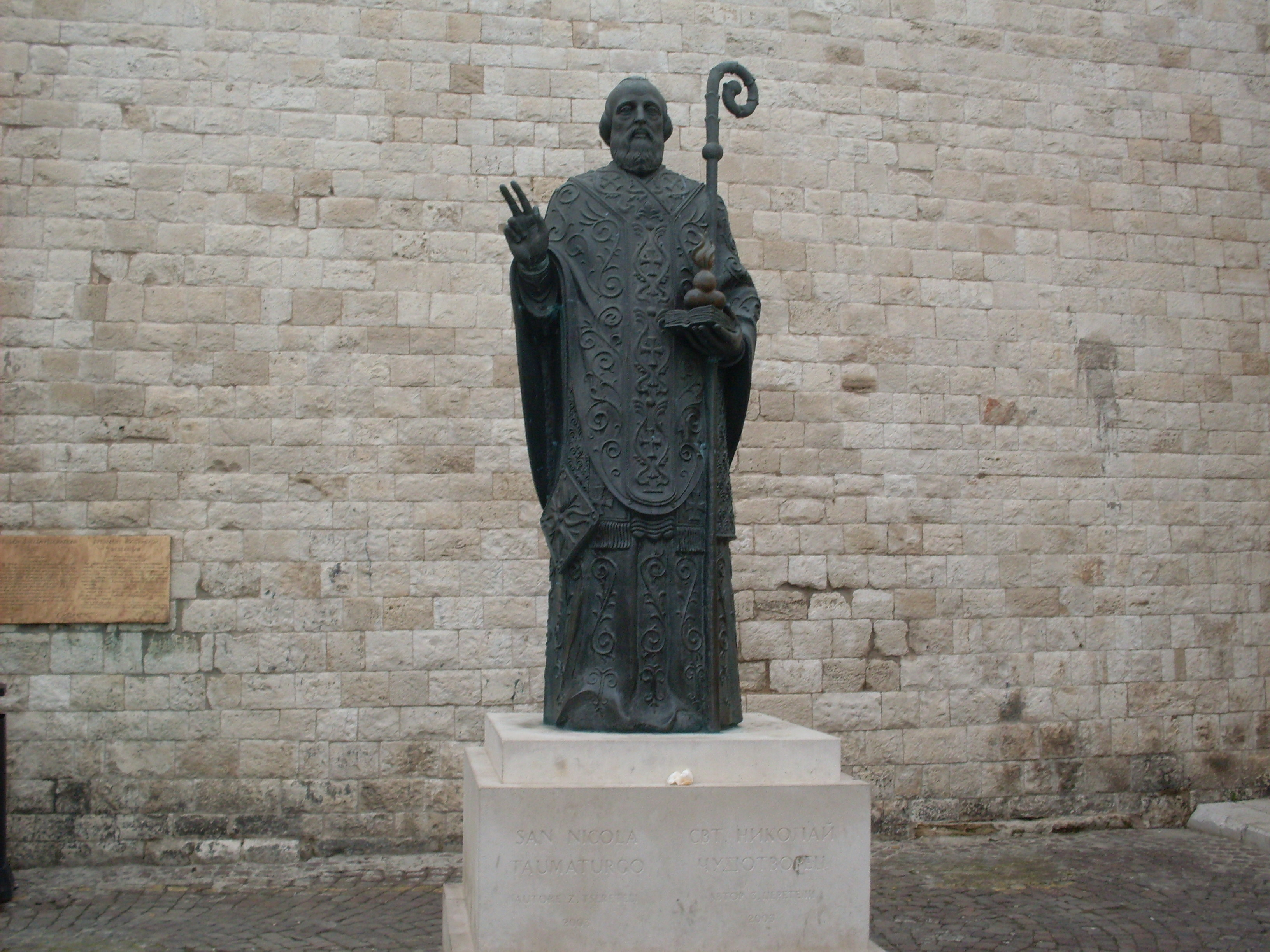
socha sv. Mikuláše, Bari
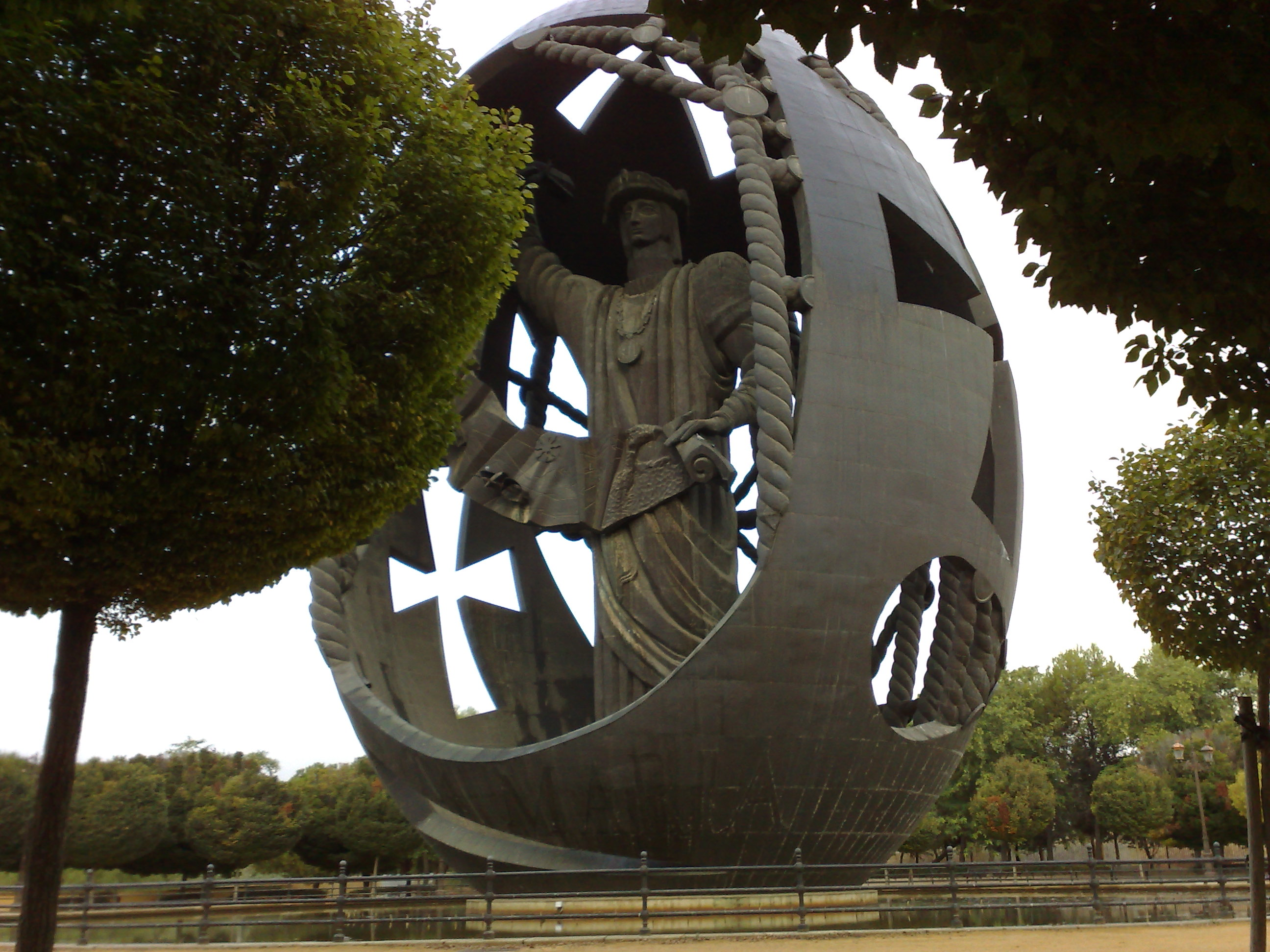
Zrození nového člověka, Sevilla
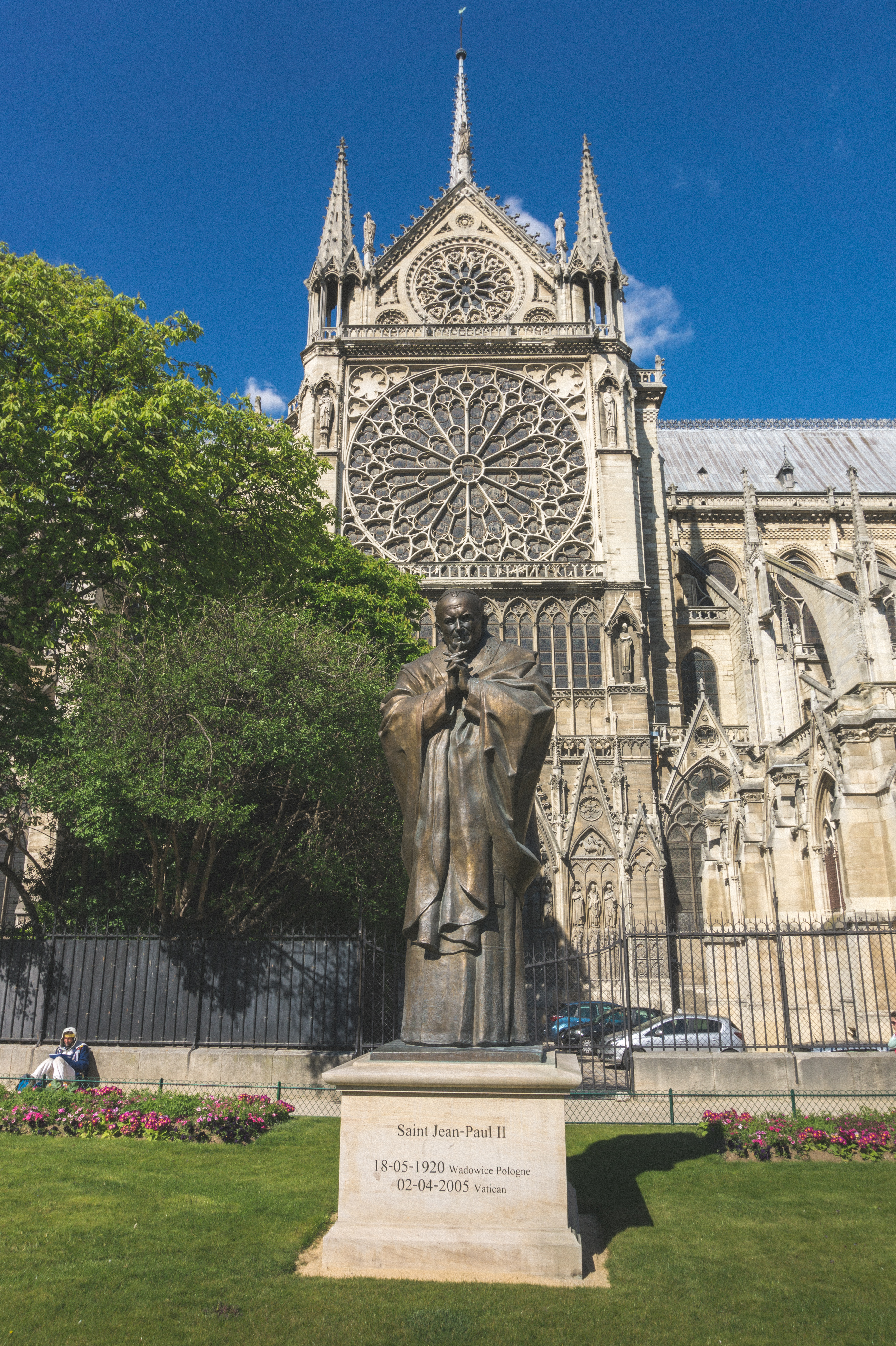
pomník Jana Pavla II., Paříž